# Freeman Hospital
Freeman Hospital er et hospital i Newcastle upon Tyne, England, der udfører tertiær behandling med blads til 800 patienter.
Hospitalet bliver forvaltet af Newcastle upon Tyne Hospitals NHS Foundation Trust og er et universitetshospital for University of Newcastle upon Tyne. Det er et af de primærehospitaler for organtransplantation i Storbritannien, og det er særlig kendt for en høj andel af succesfulde hjerteoperationer på spædbørn og hjertetransplantationer på voksne. Det bliver finansieret af staten som Storbritanniens tredje organtransplantationshospital. Hospitalet var det første sted i Europa, hvor man succesfuldt formåede at transplantere en lunge.